# Roger Stanier
Roger Yate Stanier (* 22. Oktober 1916 in Victoria, British Columbia; † 29. Januar 1982 in Bullion, Frankreich) war ein kanadischer Mikrobiologe. Er war Professor an der University of California, Berkeley und ab 1971 am Institut Pasteur tätig. Sein Buch The Microbial World galt für mehrere Jahrzehnte als ein Standardwerk des Fachs.

## Leben und Wirken
Stanier erwarb 1936 an der University of British Columbia einen Bachelor in Bakteriologie. 1938 besuchte er einen Sommerkurs bei Cornelis Bernardus van Niel an der Hopkins Marine Station der Stanford University in Pacific Grove und begann anschließend ein Studium an der University of California, Los Angeles, das er 1939 mit dem Master in Bakteriologie abschloss. Seinen Ph.D. erwarb Stanier 1942 wiederum bei van Niel in Pacific Grove. Anschließend war er als Produktionsleiter für Merck & Co., Inc. in der kriegswichtigen Massenproduktion von Penicillin in Kanada beschäftigt, bevor er als Guggenheim-Stipendiat für ein Jahr an die Cambridge University nach England ging.
1947 wurde Stanier Mitglied des Lehrkörpers der University of California, Berkeley, wo er 24 Jahre lang verblieb und wesentliche Beiträge zur Mikrobiologie leistete, insbesondere bezüglich der Taxonomie, des Stoffwechsels, der Physiologie und Struktur der Bakterien und der Position der Prokaryoten innerhalb der biologischen Domänen. 1956 heiratete er Germaine Cohen-Bazire (1920–2001), die ebenfalls Mikrobiologin war. Das Paar hatte eine Tochter. Roger Staniers 1957 erstmals erschienenes Standardwerk The Microbial World wurde fünf Mal neuaufgelegt. 1960/1961 hielt er sich zu einem Sabbatical bei Jacques Monod in Paris auf.
1971 ließ sich Stanier in Berkeley vorzeitig emeritieren und wechselte an das Institut Pasteur in Paris, wo er die letzten zehn Jahre seines Lebens tätig war. Besonderes Augenmerk legt Stanier auf die Cyanobakterien (Blaualgen), die er 1974 erstmals beschrieb.

## Auszeichnungen (Auswahl)
- 1945 Guggenheim Fellow[2]
- 1950 Eli Lilly and Company Research Award[3]
- 1957 Mitglied der American Academy of Arts and Sciences[4]
- 1977 Chévalier der Légion d'Honneur
- 1978 Mitglied (Fellow) der Royal Society (Vereinigtes Königreich)[5][6]
- 1978 Ausländisches Mitglied der Königlich-Niederländischen Akademie der Wissenschaften (Niederlande)[7]
- 1979 Ausländisches Mitglied der National Academy of Sciences (USA)
- 1981 Leeuwenhoek-Medaille[8]
- 1981 Mitglied der Académie des sciences (Frankreich)[9]
- 1981 Erster Carlos-J.-Finlay-Preis für Mikrobiologie der UNESCO

2001 wurde Stanier zu Ehren die Fachgruppe Biological Implications of Pathogenicity (B.I.O.P.) als Stanier Institute/Institut Stanier neugegründet. Das Institut gibt die Fachzeitschrift Journal of Hygiene Science heraus.